# Houston Museum District
Le Houston Museum District (quartier des musées de Houston) est un secteur de la ville de Houston au Texas, au sud du centre ville. Il regroupe de très nombreuses institutions culturelles.

## Institutions culturelles et parcs
- Buffalo Soldiers National Museum
- Byzantine Fresco Chapel Museum
- Children's Museum of Houston
- Contemporary Arts Museum Houston
- Czech Cultural Center Houston
- The Health Museum
- Holocaust Museum Houston

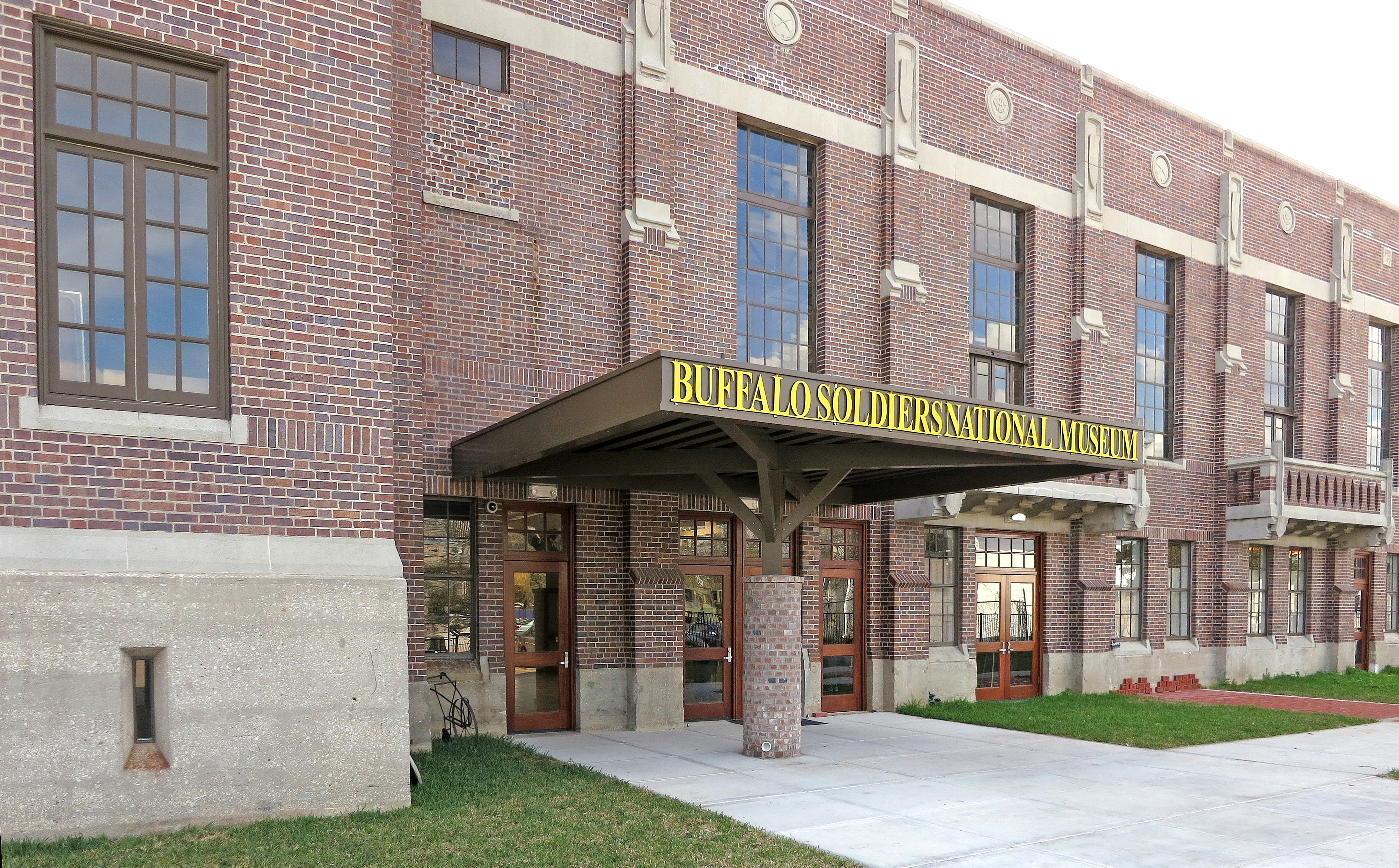
Buffalo Soldiers National Museum.

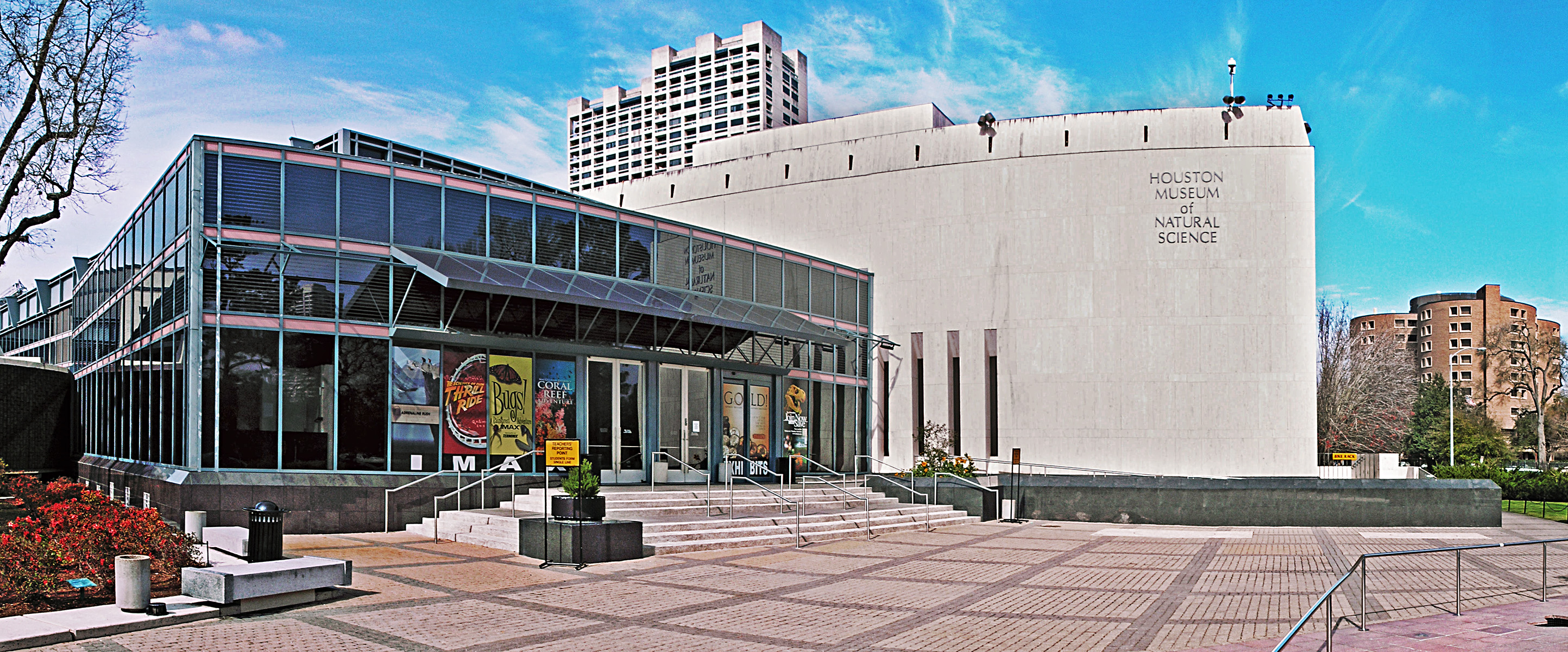
Houston Museum of Natural Science.

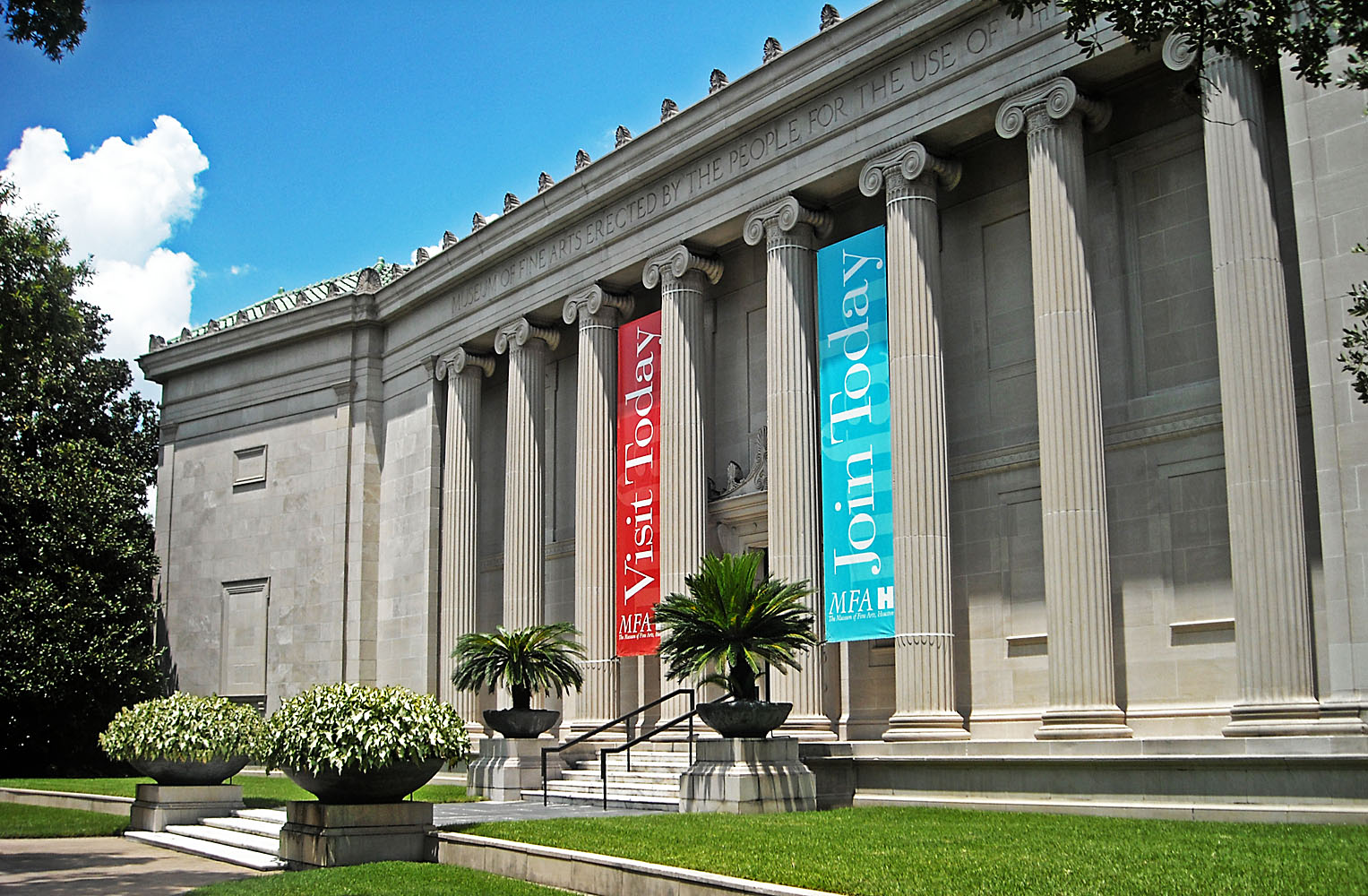
Musée des beaux-arts de Houston.

- Houston Center for Contemporary Craft
- Houston Center for Photography
- Houston Museum of Natural Science
- The John C. Freeman Weather Museum
- The Jung Center Of Houston
- Lawndale Art Center
- The Menil Collection
- Musée des beaux-arts de Houston
- Rice University Art Gallery
- Clayton Library Center for Genealogical Research
- Hermann Park
- Zoo de Houston
- Miller Outdoor Theatre
- The Rothko Chapel